# Hypostomus paranensis
Hypostomus paranensis es una especie de peces de la familia Loricariidae en el orden de los Siluriformes.

## Distribución geográfica
Se encuentran en Sudamérica: Argentina.